# 客家圍龍屋
《客家圍龍屋》是廣東客語創作歌手曾輝彬的首張個人專輯，於2008年發行。一共13首歌曲，其中8首以客語演唱。客家圍龍屋是中國大陸以現代曲風創作客語歌曲的先驅。
《客家圍龍屋》專輯的發想，源於2003年客家風情網論壇對客家音樂的討論。同名主打歌曲客家圍龍屋由曾輝彬作曲，賴廣昌作詞，以土樓為精神寄託，唱出客家人浪跡四方情歸土樓的情懷。繼客家圍龍屋在網路流傳之後，以客家風情網為中心，業餘愛好者持續創作客語流行音樂，直至2008年發行首張專輯。歌曲涵蓋不同的音樂類型，第二曲客家情表達了世代傳承的客家情感，第三曲阿妹涯爱你是首客語饒舌歌，第四曲沒錢沒感情則是旋律輕柔的慢歌。為了市場考量，專輯的後半曲目收錄了普通話版本的歌曲。

## 曲目
1. 客家圍龍屋
2. 客家情
3. 阿妹涯爱你
4. 沒錢沒感情
5. 嫁涯唔會差
6. 客家兒女走四方
7. 陪涯走人生路
8. 哎喲我的天（普通話）
9. 分手的理由（普通話）
10. 讓我默默地愛你（普通話）
11. 從不認輸（普通話）
12. 客家圍龍屋（普通話）
13. 同創客家歌

## 外部連結
- 客家風情論壇的曾輝彬版[永久]
- 曾輝彬位於中國原創音樂基地網站的音樂空間
- 曾輝彬個人主頁[永久]